# Hyperolius torrentis
Espèce
Statut de conservation UICN

 VU  : Vulnérable
Hyperolius torrentis est une espèce d'amphibiens de la famille des Hyperoliidae.

## Répartition
Cette espèce est endémique de la chaine Akwapim-Togo. Elle se rencontre dans l'est du Ghana, dans l'ouest du Togo et le Nord-Est du Bénin.

## Publication originale
- Schiøtz, 1967 : The treefrogs (Rhacophoridae) of West Africa. Spolia Zoologica Musei Hauniensis, København, vol. 25, p. 1-346.